# Grenier galicien

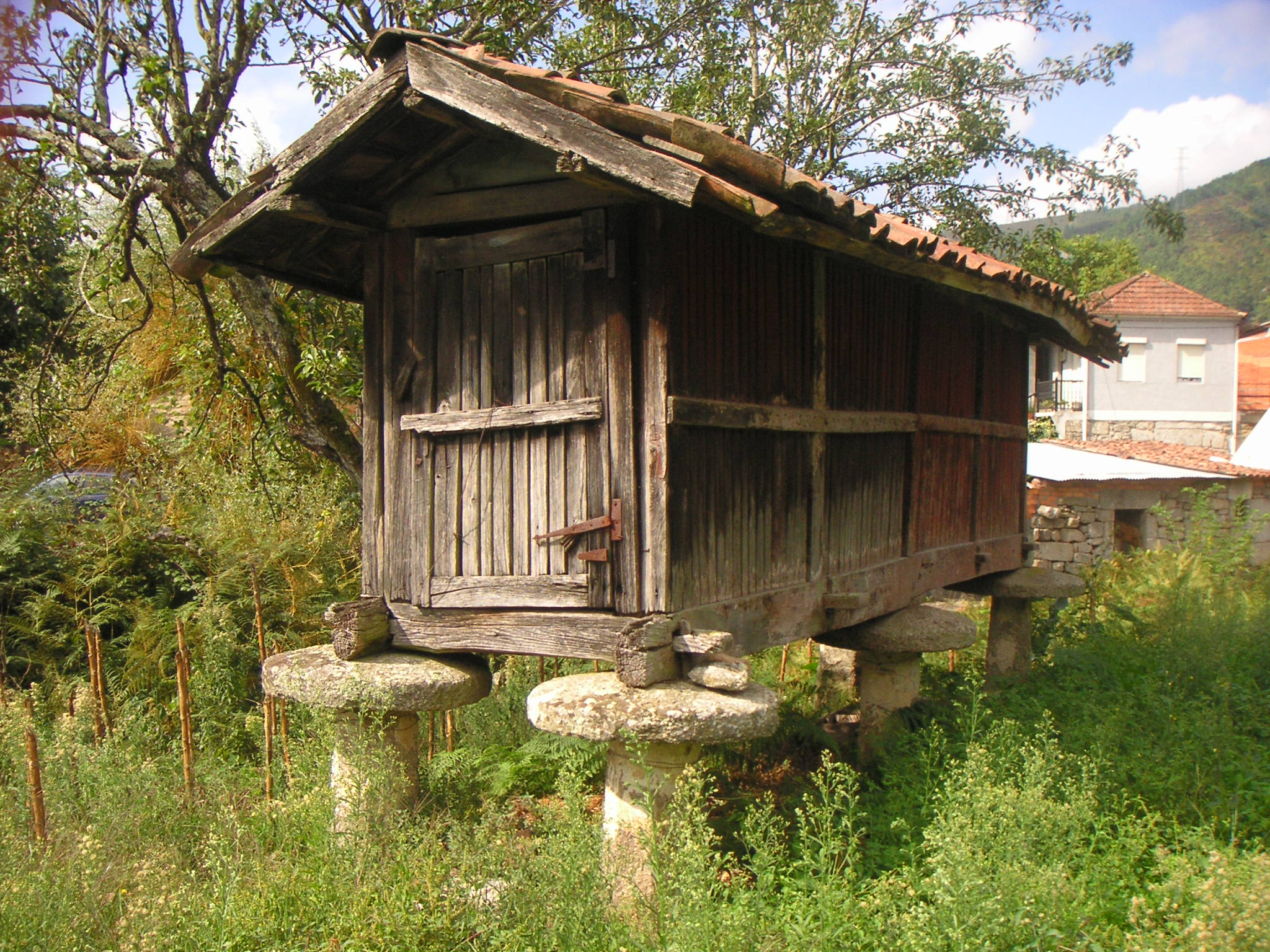
Grenier galicien en bois sur des colonnes de granit à Allariz.

Le grenier galicien (hórreo galego en galicien) est un bâtiment agricole à usage de grenier, selon une architecture spécifique à la région de Galice, en Espagne. Il sert au stockage des céréales après la récolte, surtout pour le maïs. Il se compose d'une chambre étroite, en longueur, laissant passer l'air mais isolée du sol pour protéger le grain de l'humidité et des animaux.

## Types de greniers
En Galice, il y a trois sortes de greniers typiques : le type « galicien », également appelé « galico-portugais » ; le type « asturien » ; et divers autres greniers, moins élaborés, comme de petits greniers portatifs en vannerie. Au nord-est de la Galicie et à l'ouest des Asturies, se trouvent souvent des greniers galiciens et asturiens au même endroit, mais sous différentes appellations.

## Historique

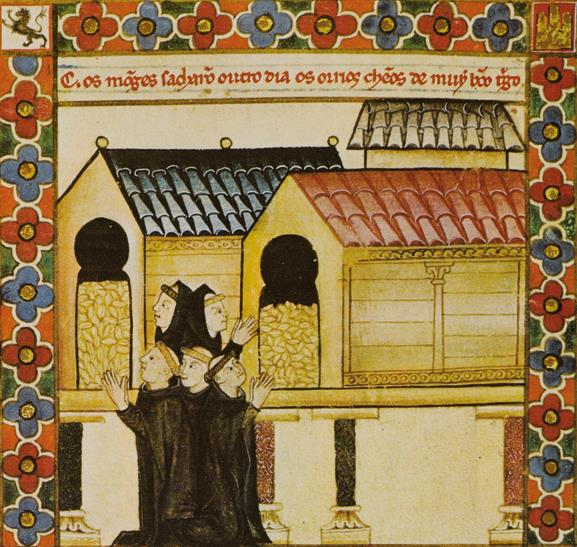
Représentation la plus ancienne connue, dans les Cantigas de Santa María, XIIIe siècle.

Le mot galicien hórreo vient du mot latin horreum qui désignait un édifice pour conserver les produits agricoles, spécialement le grain. La plus ancienne représentation connue de ces greniers est dans le manuscrit des Cantigas de Santa María, au XIIIe siècle, attribuées à Alphonse X de Castille.
Au début, l'utilisation de greniers aériens en Galice va de pair avec la culture du mil pendant la période des castros au Moyen Âge. Le mil est ensuite remplacé par le maïs lors de son introduction en Europe au XVIIIe siècle.
Le pain est l'aliment de base de la population. L'arrivée du maïs augmente la quantité de céréales pouvant produire du pain, ce qui améliore les conditions de vie rurales. Les loyers et fermages progressent en conséquence, de même que les taxes et dimes qui sont souvent payées en nature aux hobereaux locaux. Beaucoup de ceux-ci sont les intermédiaires des ecclésiastiques pour percevoir ces contributions en nature, ce qui entraîne la construction de grands greniers près des églises et des presbytères.

## Protection patrimoniale
Un décret de protection est promulgué en 1973 par l'État espagnol, en faveur de l'ensemble des greniers en Galice et aux Asturies, pour lutter contre les conséquences de l'abandon du mode de vie rural et l'inutilisation de ces greniers. Certains de ces greniers galiciens sont reconnus comme « ensemble historico-artistique ». C'est le cas du grenier, construit en 1768, de la cure de Santa Comba de Carnota, et du groupe de greniers de Combarro (es).

## Particularités
Le grenier le plus long de Galice est celui d'Araño (Rianxo) avec une longueur de 37,05 m ; le plus élevé mesure huit mètres et demi de haut ; celui ayant la plus forte capacité se trouve à Poio, avec un volume intérieur de 123,25 m3, soutenu par 51 piliers. La plupart ont un plan traditionnel rectangulaire, d'autres sont carrés, ronds ou en L, et l'un d'entre eux est octogonal, à A Fonsagrada. En 2004 leur nombre était estimé à 30 000 environ, bien qu'il ait tendance à diminuer rapidement.

### Autres articles
- Hórreo
- Combarro, Poio
- Ouriceira